# Fantasia (Magrib)

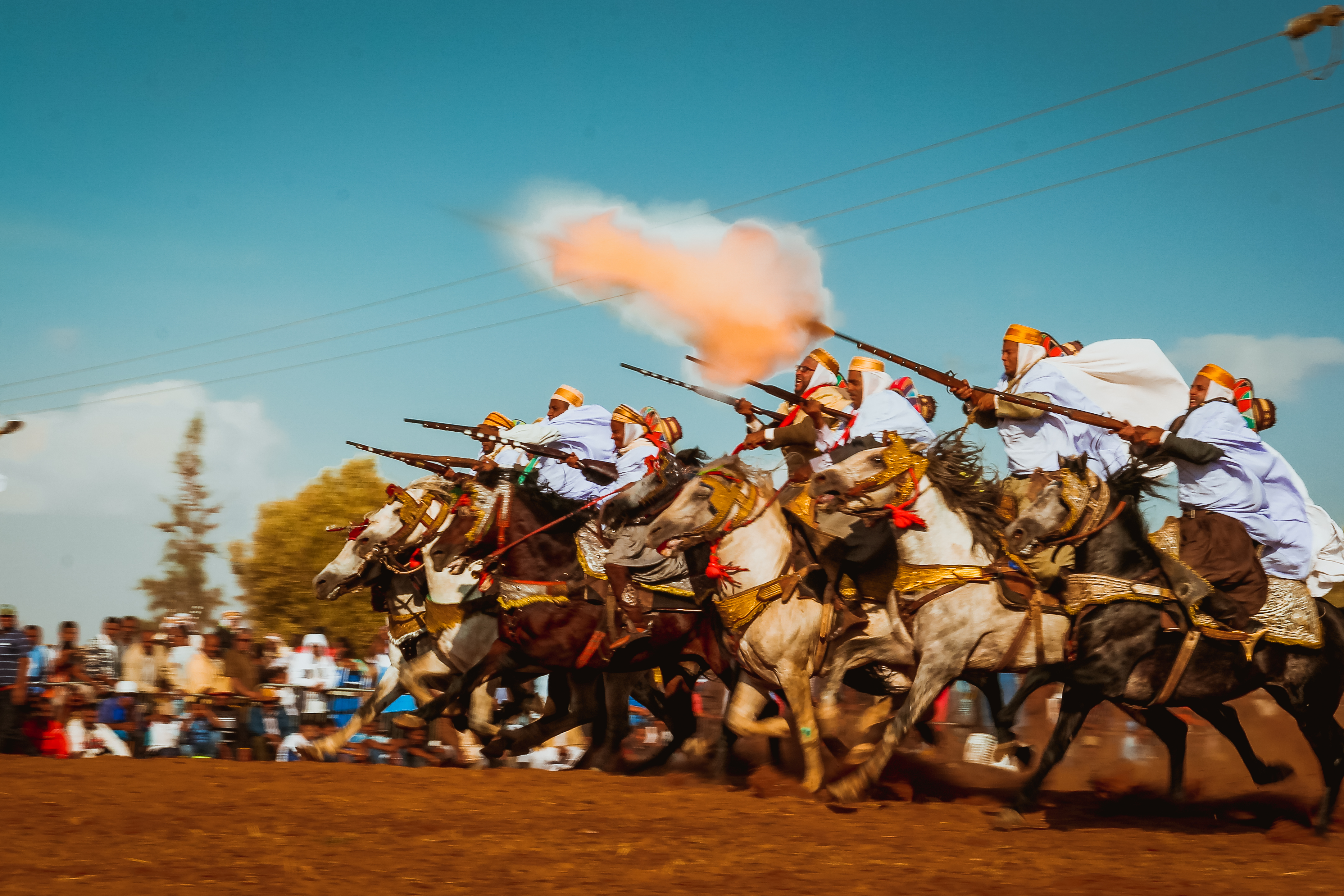
Fantasia a Aïn El Arbaa (wilaya d'Aïn Témouchent).

Una fantasia és un espectacle eqüestre tradicional on se simula un assalt militar, que principalment es fa al Magrib, on també es coneixen com a «jocs de la pólvora» o «jocs dels cavalls».
És una pràctica molt antiga, que acostuma a prendre la forma d'esdeveniments eqüestres durant els quals els cavallers, armats amb fusells de pólvora negra i muntant cavalls molt ornamentats, simulen una càrrega de cavallaria que avança per un camí a la mateixa velocitat, i finalment disparen al cel. Segons la regió on es fa, pot fer-se amb dromedaris o a peu.
L'espectacle és d'origen amazic i es remunta al segle xiii, inicialment a Líbia. A finals del segle xviii, es coneix formalment gràcies a testimonis de viatgers al Magrib, i pren el nom de fantasia, a partir de 1832, gràcies a Eugène Delacroix i les seves pintures. Es convertirà en un dels temps destacats dels pintors orientalistes més il·lustres, com Eugène Fromentin o Marià Fortuny.
La fantasia acompanya les celebracions més importants (casaments, naixements, festes religioses, etc.), fins i tot si l'aspecte turístic preval en l'actualitat